# Tatiana Kotova
Tatiana Nikolayevna Kotova (en ruso: Татьяна Николаевна Котова; Sholokhovsky, Óblast de Rostov, 3 de septiembre de 1985) es una modelo, actriz, cantante y personalidad de televisión rusa. Fue coronada Miss Rusia 2006. Formó parte del grupo pop ucraniano Nu Virgos.

## Primeros años
Tatiana Kotova nació el 3 de septiembre de 1985 en Sholokhovsky. Su padre, Nicholay Kotov, trabajó como minero, camionero y luego se dedicó a la actividad comercial. Su madre, Marina Kotova, trabajaba en un banco. Tatiana tiene una hermana menor, Ekaterina.
Kotova participó en su primer concurso de belleza "Miss Otoño 98" en la escuela y ganó el título de "Miss Charm". Durante sus estudios en la Facultad de Economía de la Universidad Federal del Sur (SFU), Tatiana fue invitada a un curso de formación «Modelo profesional» en la agencia «Image Elite».

## 2006-2007: Miss Rusia, Miss Mundo y Miss Universo

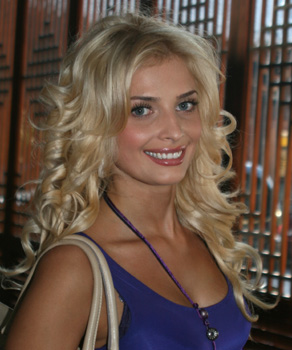
Tatiana Kotova en 2007.

Unos meses más tarde, Kotova recibió una oferta para participar en el concurso "Mejor modelo del sur de Rusia". Entró en los cinco primeros finalistas. En diciembre de 2006, ganó el título de Miss Rusia 2006 (con el 53% de los votos de los espectadores). En 2007, representó a Rusia en los concursos internacionales Miss Universo y Miss Mundo.

## 2008-2010: Nu Virgos (VIA Gra)
El 17 de marzo de 2008, Kotova se convirtió en miembro del famoso grupo pop Nu Virgos (VIA Gra). Debutó en el vídeo musical llamado «No tengo miedo» («Я не боюсь»). En el momento del rodaje (febrero de 2008) Kotova aún no participaba de Nu Virgos. Las primeras actuaciones como trío tuvieron lugar en Moscú, en «Sungate Port Royal» (Antalya, Turquía) y en Ogre (Letonia). El primer rodaje televisivo fue un concierto dedicado a la trigésima parte del diario "Argumentos y Hechos". En el verano de 2008, Nu Virgos presentó los vídeos «Mi emancipación» y «Esposa estadounidense» («Американская жена»).
A principios de enero de 2009, la primera participante, Nadezhda Granovskaya, regresó al grupo. El grupo grabó dos sencillos, «Anti-geisha» («Антигейша») y «Crazy» («Сумасшедший»), y filmó videos dirigidos por Alan Badoev y Sergey Solodkii. La última actuación de Tatiana Kotova en el grupo se llevó a cabo en el «Star Factory. Super final» de Ucrania, el 21 de marzo de 2010. El 22 de abril de 2010 se celebró una rueda de prensa, donde Kotova anunció oficialmente su retiro. Fue reemplazada por Eva Bushmina.

## 2010-presente: carrera solista
En junio de 2010, Kotova interpretó el papel de la empresaria Ksenia Morozova en la telenovela "La felicidad está en algún lugar cercano" (А счастье где-то рядом), dirigida por Vasily Mishchenko. En septiembre de 2010, Kotova comenzó una carrera musical en solitario. La canción «He» («Он», escrita por Irina Dubtsova) se convirtió en su primer single en solitario. El video fue dirigido por Alan Badoev. El segundo single se llamó «Red on red» («Красное на красном»), y fue escrito por Alexey Romanoff.
En 2010, Kotova se convirtió en presentadora de televisión. Compitió en el programa "Asistencia de emergencia de moda" («Скорая модная помощь») en el canal Muz TV, junto con el diseñador Max Chernitsov. El 28 de septiembre de 2010, debutó con una actuación en vivo en solitario en San Petersburgo, presentando la canción "Vampiritsa" («Вампирица»). Luego siguió con el lanzamiento de los singles "Obladi" («Облади») y "Paz para hombres fuertes" («Мир для сильных мужчин»).
El 18 de abril de 2012, se lanzó la canción y el video "En los juegos de las noches" («В играх ночей», dirigido por Maria Skobeleva). El video tenía contenido algo provocativo, por lo que Kotova tuvo que hacer una versión censurada. Este vídeo fue presentado en la categoría "Video más sexual" en los Russian Music Awards 2012, pero el premio fue para la cantante ucraniana OKSI por su video "Love for two" (Любить за двоих). A mediados de 2012, se presentó un nuevo video, de la canción "Everything is just begin" (Всё только начинается, dirigida por Sergey Tkachenko), en los canales de televisión musicales más populares de Rusia. El 7 de noviembre de 2012 se presentó la canción "Reconocimiento" («Признание»). El 3 de diciembre su colaboración con el rapero Stan en la canción "Melt" («Раствориться») apareció en Internet. El 4 de diciembre, Kotova presentó su nuevo concierto en el club de karaoke Isterika de Moscú. La actuación incluyó nuevas composiciones y remezclas de algunas canciones populares del pop ruso, como "I love soldier".
En 2013, Kotova lanzó la canción "Violet" (ФиоЛЕТО) en cuya creación participó el conocido cantante, escritor y productor ucraniano Alex Potapenko. En diciembre, Kotova recibió una oferta para participar en la continuación de la película de comedia "Lo que están haciendo los hombres" («Что творят мужчины»). En enero de 2014, participó en el rodaje de dicha película en Estados Unidos. En mayo de 2014, Kotova lanzó un nuevo single, "Everything will be as you want" (Всё будет так, как хочешь ты).